# Leoš Janáček
Leoš Janáček (3. července 1854 Hukvaldy – 12. srpna 1928 Moravská Ostrava) byl český skladatel klasické hudby. Přestože patřil do generace české hudební moderny, jeho styl se vyznačoval značnou osobitostí a originalitou. Ceněnou se stala jeho nezvyklá melodika, vycházející z lidové hudby moravských regionů, zejména Slovácka a Lašska. Celosvětově se prosadil operami včetně nejhranější Její pastorkyňa, uváděné jako Jenůfa. Také orchestrálně-vokální díla Glagolská mše, Sinfonietta, rapsodie Taras Bulba a komorní skladby, především smyčcové kvartety, získaly světové uznání.

## Život a hudební začátky
Leoš Janáček se narodil v obci Hukvaldy na severovýchodní Moravě dne 3. července 1854 jako deváté dítě Jiřího a Amálie Janáčkových, kteří měli celkem čtrnáct potomků. 

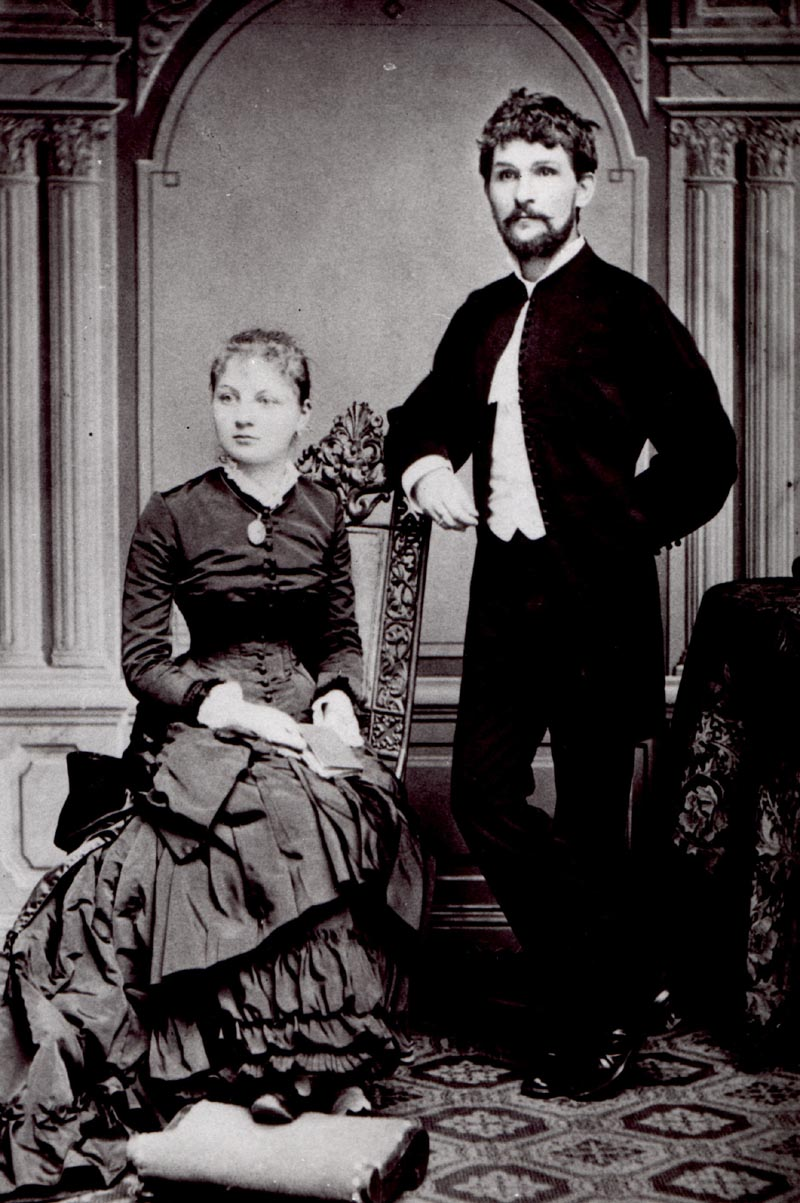
Leoš Janáček se svojí ženou Zdenkou v roce 1881

Pokřtěn byl jako Leo Eugen. Jeho otec i matka byli hudebně vzdělaní, ale chudí, a Leoše už jako jedenáctiletého (v roce 1865) poslali na klášterní školu na Starém Brně jako fundatistu (žák, jehož studium bylo hrazeno z odkazů ve prospěch kláštera), kde se mu dostalo pod vedením Pavla Křížkovského prvního hudebního vzdělání. Po absolvování německojazyčné reálky (1866 až 1869) studoval na brněnském Slovanském učitelském ústavě (1869 až 1872, tehdy to byla K.u.K. slawische Lehrerbildungsanstalt) a poté působil v Brně jako sbormistr. V roce 1874 odešel do Prahy, kde do roku 1875 studoval na varhanické škole, z níž byl málem vyloučen kvůli kritice gregoriánské mše ředitele Skuherského. Tam se spřátelil s Antonínem Dvořákem. V roce 1876 byl sbormistrem českého spolku Umělecká beseda. Dalšího hudebního vzdělání se mu v následujících pěti letech dostalo v Lipsku a Vídni.
Posléze se vrátil zpět do Brna, kde se zúčastnil národně-osvobozeneckých aktivit. V roce 1881 založil v Brně varhanickou školu, jejímž prvním ředitelem se stal (dnes se nazývá Varhanická škola Leoše Janáčka). Působil také jako dirigent a velmi brzy zahájil též svoji kariéru skladatele.
Dne 13. července 1881 se oženil se svou šestnáctiletou žákyní Zdenkou Schulzovou, dcerou ředitele Slovanského učitelského ústavu v Brně, na kterém předtím studoval. Rok poté, 15. srpna 1882, se do manželství narodila dcera Olga, která v jednadvaceti letech zemřela na tyfus. Dne 16. května 1888 se narodil syn Vladimír, který po dvou letech zemřel na spálu.
Po vzniku Československa působil spolu s Vilémem Kurzem jako profesor brněnské pobočky mistrovské školy Pražské konzervatoře a v roce 1919 založil Konzervatoř Brno.

## Skladatelská dráha

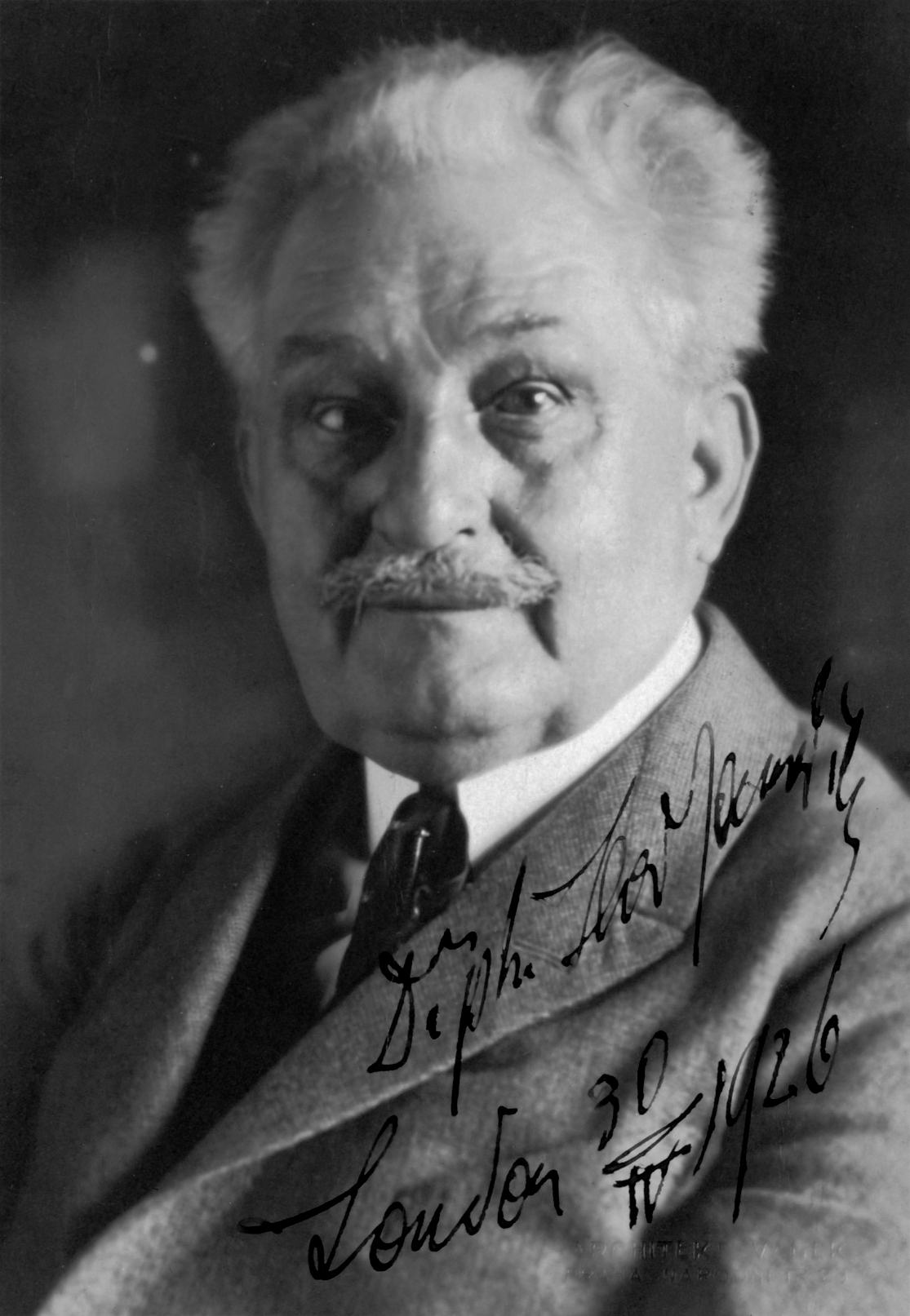
Leoš Janáček (1926)

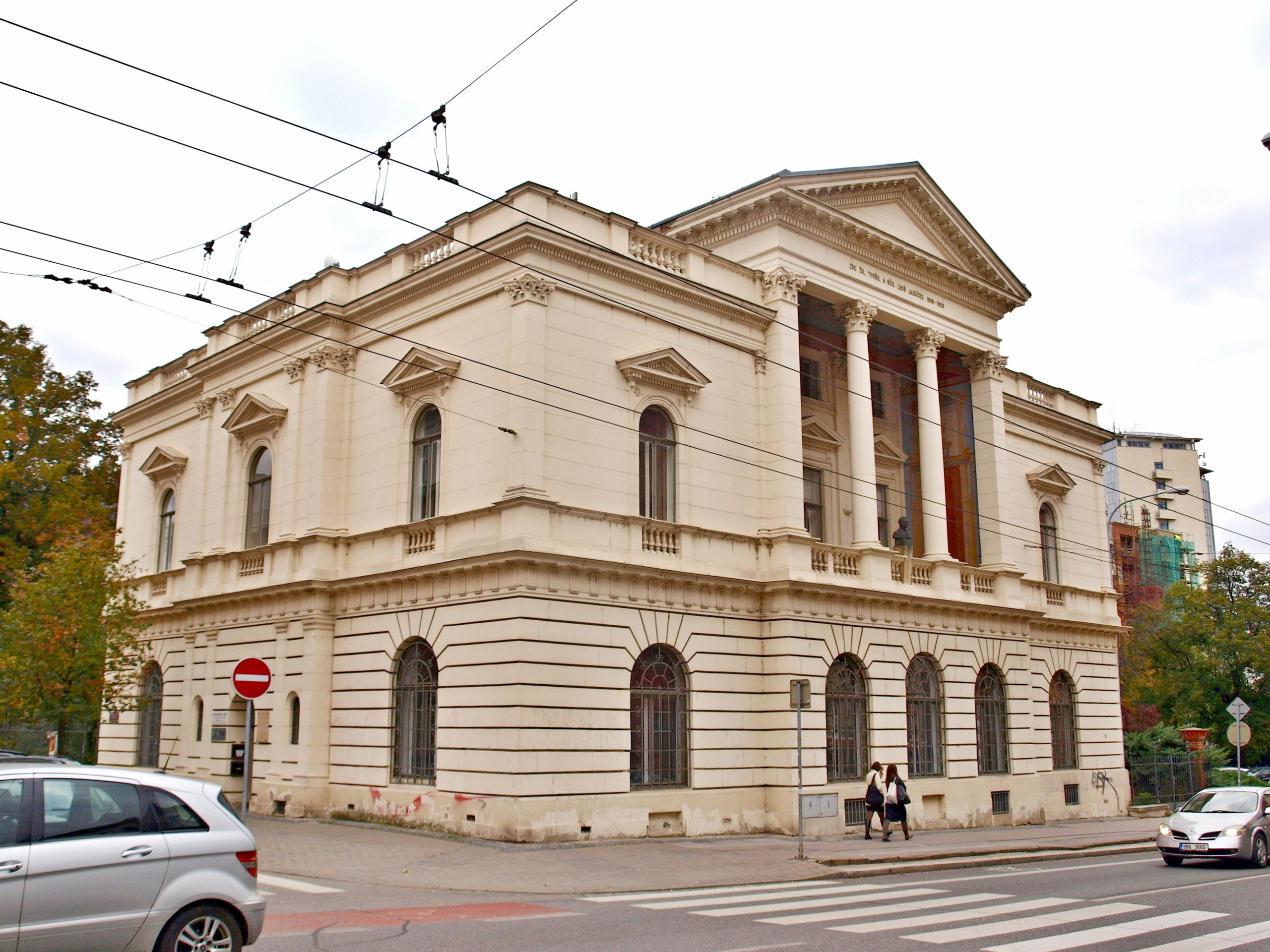
Budova Janáčkovy varhanické školy v Brně

Na počátku své skladatelské dráhy byl Janáček převážně inspirován moravskou lidovou písní, užíval jejích nápěvů a studoval rytmiku a intonaci řeči, což posléze originálně převáděl do své hudby. Studoval též ruskou lidovou hudbu. Lidové písni jeho rodné lašské lidové kultury se věnoval též jako sběratel a folklorista. Podle vzoru Dvořákových Slovanských tanců složil podobný komplet, inspirovaný lidovou hudbou rodného kraje, s názvem Lašské tance.
Po složení nepříliš úspěšných oper Šárka a Počátek románu se mu dostalo prvního ocenění, když byla opera Její pastorkyňa v roce 1904 nadšeně přijata brněnským publikem. K pražské premiéře došlo až v roce 1916. Toto dílo mu však otevřelo dveře do celého světa: pod názvem Jenůfa zaznamenala zanedlouho, v roce 1918, úspěch ve Vídni, posléze v Německu a v roce 1924 v New Yorku. Od roku 1916 složil dalších pět operních děl, dva smyčcové kvartety, několik suit a písňové cykly, z nichž nejznámějším se stal Zápisník zmizelého.
Toto poslední období skladatelova života přineslo nejvyzrálejší a světově proslulá orchestrální díla, především Sinfoniettu, rapsodii Taras Bulba a Glagolskou mši napsanou ve staroslověnštině, jednu z nejsvébytnějších skladeb světové hudby. Metoda Janáčkovy tvorby, která vykrystalizovala v Její pastorkyni, spočívající ve specifickém opakování motivů, úryvkovitosti a dramatické zkratce, stejně jako v originalitě práce s vývojem jednotlivých sekvencí, dostoupila v tomto díle vrcholu. Svým vokálním projevem byla Glagolská mše výsledkem dlouhodobého studia lidové hudby z hlediska sémantického. Skladatel v ní s jasnou vizí dospěl k pradávným kořenům slovanské hudební kultury, a to nejen po stránce ryze hudební, ale též jazykové. Čerpala z cyrilometodějského odkazu, ale předkládala atmosféru syrové zemitosti člověka spojeného s přírodou ve smyslu pohanství. Jeho víra jakoby byla kombinací obou těchto výbav. V celosvětovém měřítku se jednalo o nevšední dílo co do svébytnosti i zpracování.
I ve vrcholném období tvorby skládal operní díla. Mezi nejznámější se zařadily Výlety pana Broučka, Věc Makropulos, ale především Její pastorkyňa, Káťa Kabanová a Příhody lišky Bystroušky. Poslední opera Z mrtvého domu na motivy Dostojevského románu Zápisky z mrtvého domu završila skladatelovu tvorbu, zdůrazňujíc humanismus a vyjadřujíc jak soucit s trpícím člověkem, tak víru v možnost duchovní očisty i člověka společností zavrženého. K napsání některých skladeb jej inspirovala přítelkyně a múza Kamila Stösslová, která se stala předlohou některých ženských hrdinek jeho oper, jakými byly Liška Bystrouška, Káťa Kabanová či Elina Makropulos.
V Berlíně bylo 8. prosince 1926 kladně přijato uvedení Concertina se sólistkou Ilonou Štěpánovou-Kurzovou. Světová a zároveň česká premiéra proběhla již 16. února 1926 v Brně.

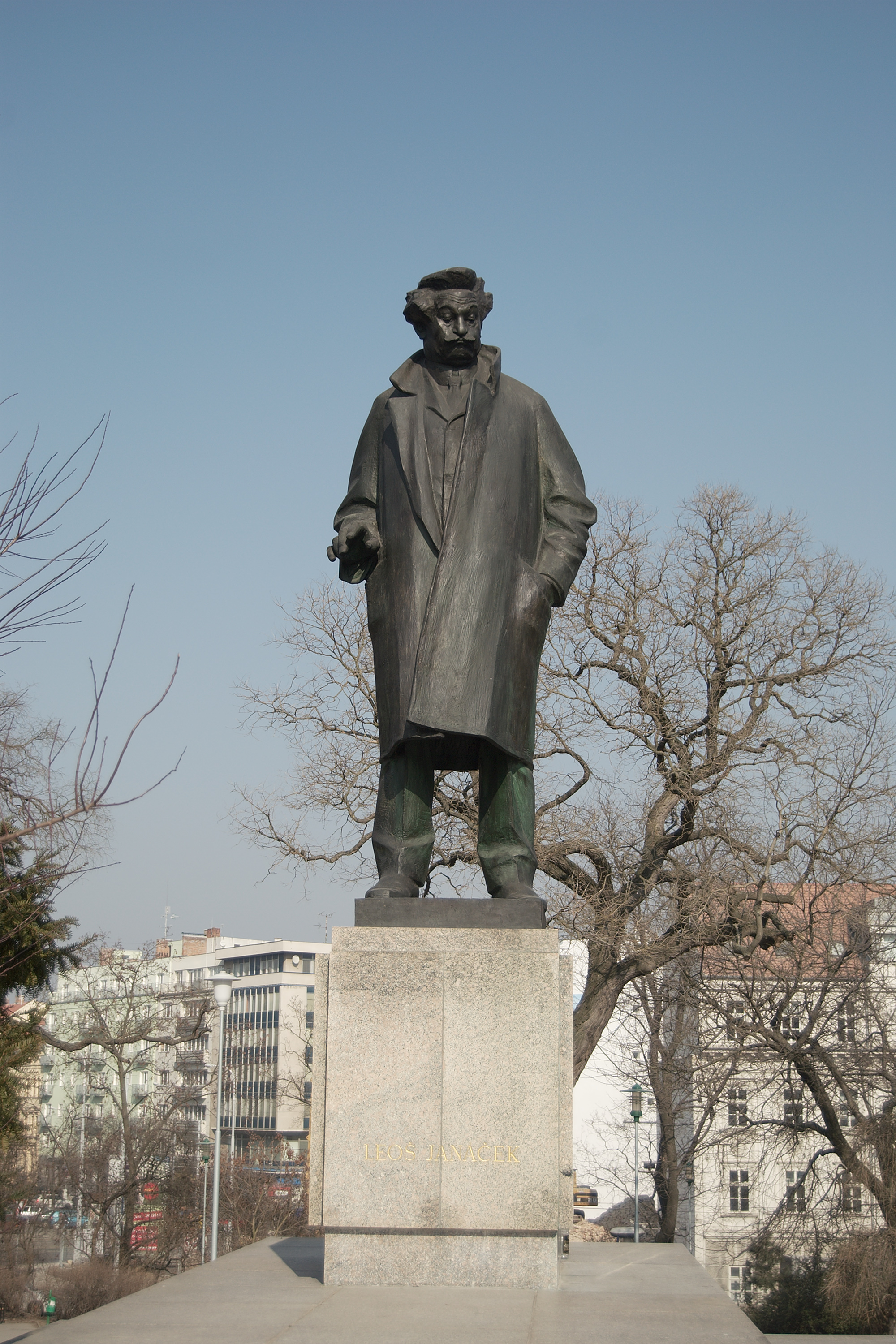
Socha Leoše Janáčka v blízkosti Janáčkova divadla v Brně

Leoš Janáček byl členem České akademie věd a umění, Pruské akademie umění, korespondentem The School of Slavonic Studies v Londýně a předsedou Klubu moravských skladatelů. Byl sbormistrem Brněnského a Pražského spolku Svatopluk. V roce 1925 mu Masarykova univerzita v Brně udělila čestný doktorát filosofie za celoživotní tvůrčí odkaz.
Řadil se také k rusofilům a podnikl několik cest do Ruska. Doma pořádal schůzky brněnského Ruského kroužku, jehož byl spoluzakladatelem. Byl nadšen ruskou literaturou a kulturou, a to se projevilo také v jeho díle. Jedná se například o orchestrální rapsodii Taras Bulba, 1. smyčcový kvartet podle díla Lva Nikolajeviče Tolstého Kreutzerova sonáta, nedokončenou operu Živá mrtvola podle Tolstého Anny Kareninové, opery Káťa Kabanová podle dramatu Alexandra Ostrovského a Z mrtvého domu na motivy románu Fjodora Dostojevského.

## Úmrtí
Leoš Janáček zemřel ve věku 74 let, v ostravské nemocnici 12. srpna 1928 na zápal plic, když se předtím nachladil za svého prázdninového pobytu v Hukvaldech, když v bouřce hledali ztraceného syna jeho přítelkyně Kamily Stösslové. V ostravském sanatoriu se věnoval korekturám opisu poslední opery Z mrtvého domu.

## Dílo (výběr)

### Opery
- Šárka, libreto podle hudebního dramatu Julia Zeyera v Janáčkově úpravě[12]
- Počátek románu, libreto Jaroslav Tichý podle románu Gabriely Preissové
- Její pastorkyňa, libreto Leoš Janáček podle dramatu Gabriely Preissové
- Osud, libreto Fedora Bartošová podle Leoše Janáčka
- Výlety páně Broučkovy, libreto Viktor Dyk a František Serafínský Procházka podle románu Svatopluka Čecha
- Káťa Kabanová, libreto Leoš Janáček podle dramatu Bouře A. Ostrovského
- Příhody lišky Bystroušky, libreto Leoš Janáček podle knihy Rudolfa Těsnohlídka
- Věc Makropulos, libreto Leoš Janáček podle dramatu Karla Čapka
- Z mrtvého domu, libreto Leoš Janáček podle románu Fjodora Michajloviče Dostojevského

### Orchestrální skladby.
- Suita, op. 3 pro smyčcový orchestr
- Žárlivost, koncertní předehra
- Rákós Rákoczy – baletní hudba
- Šumařovo dítě, symfonická báseň podle básně Sv. Čecha
- Taras Bulba, slovanská rapsodie podle povídky N. V. Gogola
- Balada blanická – symfonická báseň podle Jar. Vrchlického
- Sinfonietta pro velký orchestr
- Suita pro smyčcový orchestr
- Idyla pro smyčcové nástroje

### Vokální skladby
- Ukvalské písně, cyklus 6 skladeb pro smíšený sbor
- Kytice z národních písní moravských, s klavírem (174 písní)
- Otče náš, kantáta pro tenor, smíšený sbor, harfu a varhany
- Zápisník zmizelého pro tenor, alt a tři ženské hlasy s klavírem
- Říkadla pro 9 hlasů a komorní orchestr (cyklus 19 skladeb)
- 3 skladby pro mužský sbor na texty ze Slezských písní (Kantor Halfar, Maryčka Magdonova, Sedmdesát tisíc)
- Kašpar Rucký pro ženský sbor
- Potulný šílenec pro baryton, soprán a mužský sbor
- Sbor při kladení základního kamene právnické fakulty Masarykovy univerzity v Brně 9. 6. 1928 na slova básně Antonína Trýba

### Komorní skladby
- Sonáta pro housle a klavír
- Pohádka pro violoncello a klavír
- Smyčcový kvartet č. 1 („z podnětu Kreutzerovy sonáty“)
- Smyčcový kvartet č. 2 („Listy důvěrné“)
- Mládí pro dechové sexteto

### Skladby pro klavír (a případně komorní soubor)
- Thema con variazioni (tzv. Zdenčiny variace)
- Moravské tance
- Sonáta 1. X. 1905 „Z ulice“
- Po zarostlém chodníčku. I. a II. řada (celkem 15 drobných skladeb pro klavír)
- V mlhách, 4 skladby pro klavír (1912)
- Vzpomínka
- Concertino pro klavír a instrumentální soubor
- Capriccio pro klavír levou rukou a instr. soubor[13]

## Literární působení
- Hudební listy – odborné články a kritiky[14][15]
- Hlídka – odborné články a kritiky[14][15]

## Vliv a odkaz

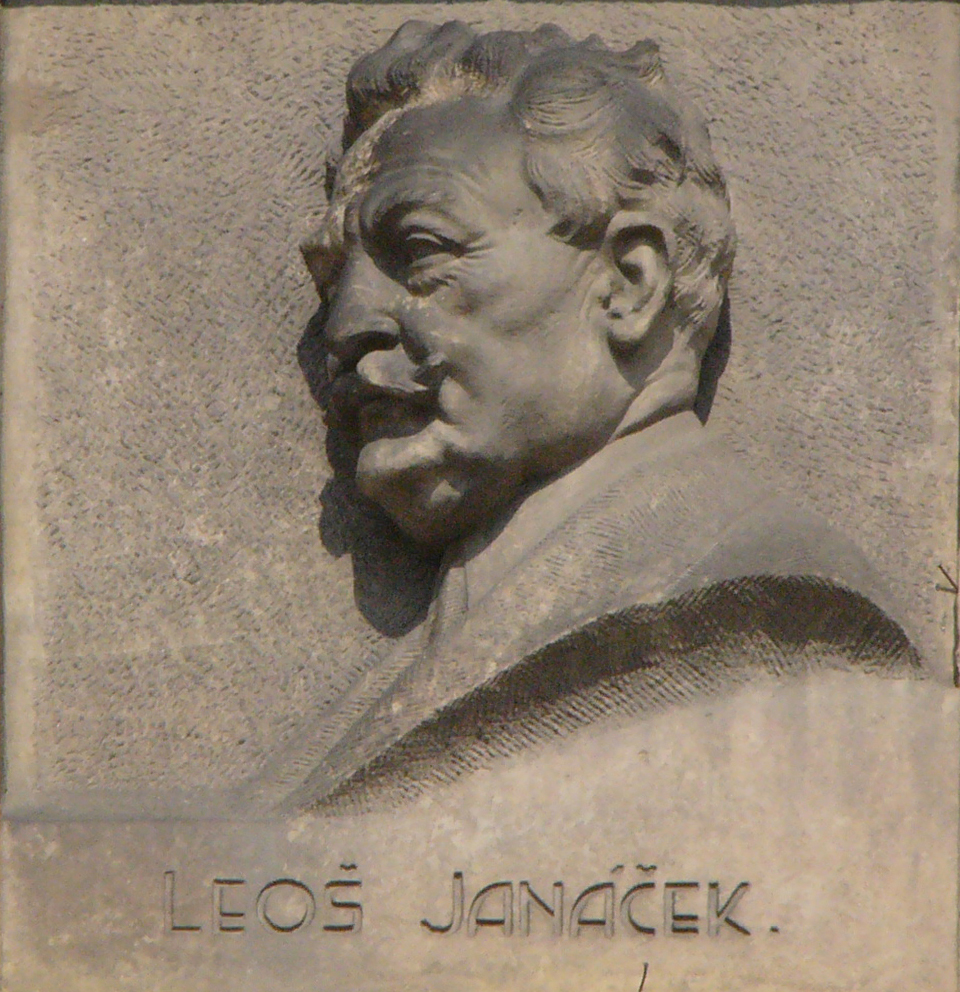
Reliéf Leoše Janáčka od Julia Pelikána v Olomouci

V roce 2018 byl založen hudební festival Mezinárodní hudební festival Leoše Janáčka, jenž vznikl sloučením festivalů Janáčkův máj a Janáčkovy Hukvaldy. Mezi ctitele Janáčkovy hudby patřil i spisovatel Milan Kundera, který o něm sepsal tři eseje, které vyšly ve svazku Můj Janáček. 
Brněnský amatérský mužský pěvecký sbor Láska opravdivá se pojmenoval po raném Janáčkově sboru a zaměřil se na studium a provádění nejširší palety jeho sborového díla.

### Posmrtné pocty a památníky
- Mezinárodní letiště Leoše Janáčka Ostrava v Mošnově, od roku 2006
- Impaktní kráter Janáček na planetě Merkur[18]
- Planetka 2073 Janáček, objevena Lubošem Kohoutkem v roce 1974[19]
- Památníky Leoše Janáčka v Hukvaldech a Brně[20]
- Sochy Leoše Janáčka v Brně[21], v Ostravě[22] a na dalších místech
- Janáčkova akademie múzických umění a Janáčkovo divadlo v Brně
- Janáčkova konzervatoř v Ostravě
- Janáčkovo nábřeží v Praze
- Janáčkovo náměstí v Brně a Krnově
- Ulice Janáčkova, L. Janáčka, Leoše Janáčka v českých městech

### Výběr diskografie

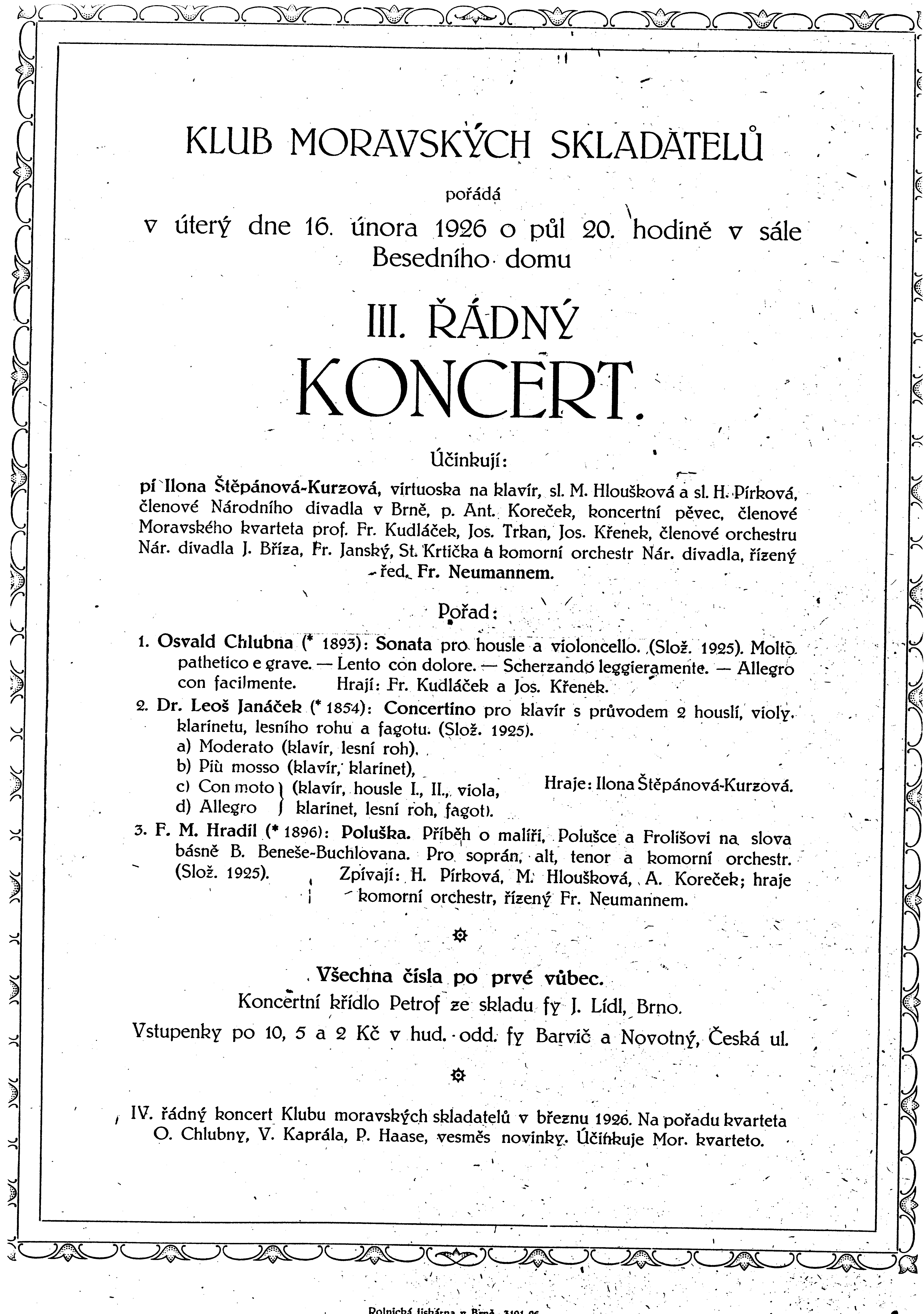
Premiéra Janáčkova Concertina, 16. února 1926

- Mša glagolskaja, mše ve staroslověnštině; Česká filharmonie, Český filharmonický sbor, dirigent: sir Charles Mackerras
- Sinfonietta, Taras Bulba /Rhapsody for orchestra/, Mládí, Česká filharmonie, dirigent Karel Ančerl
- Lašské tance, Suita pro smyčce, Idyla, Státní filharmonie Brno, dirigent František Jílek
- String Quartet No. 1 „Kreutzer Sonata“, String Quartet No. 2 „Intimate Letters“, Talichovo kvarteto
- Concertino pro klavír, 2 housle, klarinet, fagot a lesní roh; Capriccio pro klavír (levou ruku) a dechový ansámbl. Česká filharmonie, dirigent: Václav Neumann, klavír: Rudolf Firkušný. Supraphon (CD).